# Michèle Pedinielli
Michèle Pedinielli est une romancière niçoise spécialisée dans le roman policier.

## Biographie
Michèle Pedinielli est née en 1968 à Nice, d'un père corse et d'une mère française d'origine italienne par son père.
Après des études de journalisme et une quinzaine d'années dans ce métier, elle devient rédactrice web, notamment pour RetroNews, le site d'actualités historiques de la BNF.
Après sa première nouvelle, Celle que l’on ne voit pas en 2015, elle se consacre entièrement à l'écriture de polars, avec Boccanera, paru en 2018, puis lui donne plusieurs suites.
Michèle Pedinielli vit actuellement à Nice, où elle est revenue pour écrire après vingt-deux ans passés à Paris.

## Œuvre

### Cycle Boccanera
Michèle Pedinielli s'attache aux aventures de son héroïne, Ghjulia « Diou » Boccanera, qui comme elle a des origines corses et italiennes tout en vivant à Nice. Diou exerce le métier de détective privée, ce qui permet à l'autrice de décrire la ville de Nice dans ses différentes facettes, entre le vieux Nice populaire, les quartiers très bourgeois et les installations touristiques.
Le style de l'autrice repose sur un fond politique de gauche et féministe. Les femmes fortes, avec du caractère, ont une place prépondérante dans son œuvre, aussi bien Boccanara et ses proches que parmi les antagonistes. 
- Boccanera, Éditions de l'Aube, 2018, 224 p.  (ISBN 978-2-8159-2725-3)
- Après les chiens, Éditions de l'Aube, 2019, 256 p.  (ISBN 978-2-8159-3330-8)
- La Patience de l'immortelle, Éditions de l'Aube, 2021, 240 p.  (ISBN 978-2-8159-4221-8), qui se déroule en Corse
- Sans collier, Éditions de l'Aube, 2023, 256 p.  (ISBN 978-2-8159-5091-6)
- Un seul œil, Éditions de l'Aube, 2025, 256 p.

#### Personnages
- Ghjulia « Diou » Boccanera, détective privée vivant à Nice, proche de la cinquantaine, avec des origines corses et italiennes.
- Joseph Santucci, commandant de police à Nice, ancien compagnon, allié régulier et amant occasionnel de Ghjulia, d'origine corse également.
- Daniel Lehman, dit Dan, colocataire et meilleur ami de Ghjulia, propriétaire d'une galerie d'art et homosexuel.
- Ferdi, un Allemand muet et sans-abri, voisin et ami de Ghjulia.
- Shérif, inspecteur du travail obèse, allié régulier et compagnon d'enquête de Ghjulia.
- Colette, propriétaire des Travailleurs, le restaurant habituel de Ghjulia, secondée par Nathalie la serveuse et Esme la cuisinière.
- Dagmar et Klara, deux Suédoises amies de longue date de Ghjulia.

#### Thèmes traités
Dans Boccanera, elle aborde des sujets d'actualité comme le statut des migrants, la spéculation immobilière, l'homophobie, les groupuscules identitaires, et la corruption notamment.
Après les chiens mêle deux enquêtes, traitant de la situation des réfugiés et des militants humanitaires qui les aident à la frontière franco-italienne dans la vallée de la Roya, accusés de délit de solidarité et voit Boccanera aux prises avec un groupuscule néonazi. Une mise en contexte historique relate également l'Occupation à Nice et alentours, avec les passeurs résistants permettant aux Juifs de franchir la frontière.
Dans La Patience de l'immortelle, qui se déroule en Corse, Pedinielli traite de l'histoire de la Corse et du statut de l'île, de la spéculation foncière et ses impacts environnementaux notamment sur le littoral, et sur la culture de l'olivier déjà fragilisée par Xylella fastidiosa. Elle aborde également l'homophobie et les violences conjugales.
Dans Sans collier, Boccanera fait face à un retour des années de plomb italiennes, où un petit groupe d'activistes appelés cani sciolti, chiens sans collier, refusaient l'affiliation à toute organisation politique. À travers le passé de Ferdi, elle évoque l'attentat de la gare de Bologne en 1980, les NAR, le rôle tenu par loge P2 et les affaires liant le Vatican à la mafia,.
Dans le cinquième tome, Un seul œil, Michèle Pedinielli creuse le passé et la personnalité de Dan, le colocataire et ami de Ghjulia. On y croise le milieu du marché de l'art et les vicissitudes de la haute société niçoise, autant que le microcosme catholique local, notamment les quatre confréries de pénitents de Nice.

### Autres ouvrages
Contrebandiers, Points, 2025, trad. Serge Quadruppani
Contrebandiers appartient à la série « Deux auteurs, deux pays, une seule enquête » des éditions Points en partenariat avec le festival Quais du polar de Lyon. Il comporte huit chapitres, rédigés alternativement par Valerio Varesi et par Michèle Pedinielli. Les chapitres en italien sont traduits par Serge Quadruppani.

### Ouvrages collectifs
Michèle Pedinielli a participé à deux recueils de nouvelles historiques à thème politique, sur l'anarchisme dans les années 1920 et sur la Commune de Paris.
- C'est l'anarchie !, Édition du Caïman, 2020, 300 p.  (ISBN 978-2-919066827)
- Vive la Commune !, Édition du Caïman, 2021, 400 p.  (ISBN 978-2-919066896)

### Influences
Michèle Pedinielli revendique des influences multiples, issues de plusieurs origines du polar mais toujours ancrées dans un contexte social, politique ou historique.
Du côté du polar scandinave, elle cite les suédois Maj Sjöwall et Per Wahlöö, Camilla Läckberg et l'islandais Arnaldur Indriðason.
Chez les Américains, elle dit aimer Craig Johnson, Benjamin Whitmer, Jake Hinkson, auteur de Sans lendemain, ainsi que Samuel W. Gailey, avec son polar Une question de temps.
Elle cite également Fred Vargas ainsi que Deon Meyer en Afrique du Sud, et l'Italien Andrea Camilleri, notamment avec sa série du commissaire Montalbano, que lit Diou elle-même.

## Prix et distinctions

### Prix
- 2015 : prix Thierry-Jonquet de la Nouvelle (3e prix)[7] pour sa première nouvelle, Celle que l’on ne voit pas.
- 2019 : prix Lion Noir pour Boccanera lors du festival du Livre Policier de Neuilly-Plaisance[8].
- 2020 : prix Instant polar de Dissay pour Après les chiens[9].
- 2021 : prix France Bleu du polar - Toulouse Polars du Sud pour La Patience de l’immortelle[10].

### Nomination
- Trophées 813 2024 du meilleur roman francophone pour Sans collier[11]

## Hommages
Dans son roman de 2021, L'Âge de la guerre, le romancier Patrick Raynal « emprunte » Ghjulia Boccanera pour en faire un personnage secondaire.